# Мессинское землетрясение
Мессинское землетрясение (итал. Terremoto di Messina) магнитудой 7,5 произошло 28 декабря 1908 года в Мессинском проливе между Сицилией и Апеннинским полуостровом. В результате были разрушены города Мессина, Реджо-ди-Калабрия и Пальми. Это землетрясение считается сильнейшим в истории Европы.

## Землетрясение
Землетрясение началось около 5:20 утра 28 декабря 1908 года в море, на дне Мессинского пролива. Толчки вызвали смещение участков дна, после чего на Мессину с интервалами в 15—20 минут обрушилось три волны цунами высотой до трёх метров. В самом городе в течение одной минуты произошло три сильных удара, после второго начались обрушения зданий. Всего от землетрясения пострадали более двадцати населённых пунктов в прибрежной полосе на Сицилии и в Калабрии. Повторные толчки продолжались в январе 1909 года.
Существуют разные оценки общего количества погибших, максимальная цифра — 200 000 человек. Чаще всего называются цифры в 70 000—100 000 человек, в том числе от 60 000 — в Мессине, население которой составляло около 150 000 человек. В двух посёлках на восточном берегу (в Калабрии) погибло 43,7 % жителей.

## Спасательная операция
Первыми в Мессину прибыли корабли Гардемаринского отряда Балтийского флота броненосцы «Цесаревич» (командир — П. Я. Любимов), «Слава» (командир — Э. Э. Кетлер), броненосный крейсер «Адмирал Макаров» (командир — В. Ф. Пономарёв) и чуть позже — бронепалубный крейсер «Богатырь» (командир капитан 1 ранга Н. Петров). Российские корабли входили в учебный отряд под командованием контр-адмирала В. И. Литвинова, совершавший плавание по Средиземному морю, и в момент землетрясения находились в порту Аугуста на Сицилии. Кроме того, 18 декабря по с.с. в город прибыли канонерские лодки «Гиляк» и «Кореец», экипажи которых также включились в спасательную операцию. Из числа офицеров и матросов кораблей, а также гардемаринов учебного отряда были сформированы спасательные партии, немедленно убывшие в город (ими извлечено из-под завалов около 1000 уцелевших жителей города). На кораблях были развёрнуты импровизированные госпитали, а на берегу перевязочный пункт. Об этом эпизоде истории русского флота повествует историческая миниатюра В. С. Пикуля «Ничего, синьор, ничего, синьорита!».
Через несколько часов после русских в город вошёл отряд итальянских броненосцев и миноносцы (занимались эвакуацией пострадавших из Мессины), следом прибыли корабли Средиземноморской эскадры Королевского флота Великобритании. Моряки участвовали в разборе завалов, открыли походную кухню, на кораблях доставляли раненых в другие города. В дальнейшем на помощь пришли военные корабли Германии и Франции.

## Память
9 июня 2012 года в Мессине установлен бронзовый памятник русским морякам (скульптор Пьетро Кюфферле (итал. Küfferle, Pietro Angelo Zeno), литейщик Карло Ночерди), созданный ещё в 1911 году, который изображает матросов, спасающих людей из-под развалин, с надписью на постаменте: «Августейшему моряку, представителю героев милосердия от благодарных сынов своей родины».
В 1978 году на здании мессинского муниципалитета установлена памятная доска с надписью: 
«В память щедрой помощи, оказанной экипажами русских военных кораблей… жителям Мессины, пострадавшим от землетрясения 28 декабря 1908 года».
В том же 1978 году почта СССР выпустила почтовую марку, посвящённую 70-летию подвига русских моряков при землетрясении в Мессине (ЦФА [АО «Марка»] № 4893).

В Морском музее Санкт-Петербурга хранится грамота, гласящая: 
«Вам, великодушным сынам благородной земли, героизм которых войдет в историю, первым пришедшим на помощь тем многим, кому грозила верная смерть от ярости земной тверди…»
Приказ об оказании помощи сицилийцам отдал Николай II, который в частности, приказал оказывать итальянцам любую помощь. За что ему был установлен бюст в городе Таормина.
В память о спасателях в Мессине названы улицы: улица Российских героев-моряков 1908 года, улица Русских моряков, улица Русских моряков Балтийcкoй эcкадpы.

## Награды
За участие в спасении людей правительством Италии в 1910 году были награждены:
- контр-адмирал Владимир Литвинов — Большим Крестом ордена Итальянской Короны,
- флагманский врач Балтийского отряда Александр Бунге — Большим офицерским крестом ордена Итальянской короны,
- командорским крестом Св. Маврикия и Лазаря были награждены: флаг-капитан капитан 2 ранга Казимир Погребенский, командир линейного корабля «Цесаревич» капитан 1 ранга Павел Любимов, старший врач линейного корабля «Цесаревич» Николай Новиков, командир линейного корабля «Слава» капитан 1 ранга Эдуард Кетлер, старший врач линейного корабля «Слава» Е.Емельянов, командир крейсера «Богатырь» капитан 1 ранга Николай Петров 2-й, старший врач крейсера «Богатырь» Ф. Гласко, командир крейсера «Адмирал Макаров» капитан 1 ранга Владимир Пономарев, старший врач крейсера «Адмирал Макаров» Ю.Каружась,
- офицерским крестом Св. Маврикия и Лазаря были награждены младшие врачи: линейного корабля «Цесаревич» — Адам Шишло, линейного корабля «Слава» — Евгений Каллина, крейсера «Богатырь» — Петр Бачинский, врач канонерской лодки «Кореец» Николай Востросаблин,
- командорским крестом ордена итальянской короны были награждены: младший врач крейсера «Адмирал Макаров» — Владимир Лубо, командир канонерской лодки «Гиляк», капитан 2 ранга Петр Патон-Фантон-де-Веррайон, командир канонерской лодки «Кореец» капитан 2 ранга Федор Римский-Корсаков, врач канонерской лодки «Гиляк» Владимир Госс.

Контр-адмирал Литвинов получил золотую медаль, командиры кораблей и врачи — большие серебряные медали с надписью «За оказание помощи пострадавшим во время бедствия в Мессине и Калабрии», все моряки без исключения были награждены малыми серебряными медалями с надписью «В память бедствия, постигшего Мессину и Калабрию». Российский флот — большой золотой медалью. Корабли — большими серебряными медалями.

## Документалистика
- Документальный фильм. Автор: Ольга Любимова. Режиссер: Элла Тухарели. ВГТРК. 2013 г (23 сентября 2018). Ангелы с моря.  44 мин. Россия-Культура. {{cite episode}}: |series= пропущен или пуст (справка)
- Одним из тех, кто описал трагедию, стал Максим Горький.
- В 1908 году во время Мессинского землетрясения Ханжонков послал телеграммы в иностранные фирмы с просьбой снять стихийное бедствие. Российские зрители сумели увидеть буйство стихии. Это относят к одному из первых проявлений тележурналистики.[13]